# Мелик-Карамов, Виталий Рачикович
Виталий Рачикович Мелик-Карамов (2 февраля 1948, Баку — 19 марта 2025) — советский и российский журналист, писатель, режиссёр и сценарист. Обозреватель журнала «Огонёк». Заслуженный работник культуры Российской Федерации (1999).

## Биография
Виталий Мелик-Карамов родился 2 февраля 1948 года в городе Баку Азербайджанской ССР в армянской семье. В Баку окончил среднюю школу и поступил в 1966 году в Московский Архитектурный институт. В 1972 году, после защиты диплома работал в Центральном научно-исследовательском и проектном институте зрелищных зданий и спортивных сооружений, входил в группу авторов здания обкома КПСС в Свердловске, занимался созданием интерьера театра в Северодвинске, автор типового двухзального спортивного комплекса.
Через два года перешёл в мастерскую «Росреставрации», стал одним из авторов восстановления дома матери Тургенева на Остоженке. В это же время начал сотрудничать с «Комсомольской правдой» и был принят во внештатные сотрудники газеты.
В 1975 году приглашён на работу в отдел очерков фоторедакции АПН (Агентство печати «Новости»), через три года переведен в спортивную редакцию для информационного обеспечения московской Олимпиады. За время работы спортивным журналистом написал сотни очерки и репортажей с зимних и летних Олимпийских игр, десятков чемпионатов мира по футболу, хоккею, гимнастике, фигурному катанию.
Печатался во множестве крупных периодических изданий в СССР — от журнала «Юность» до «Литературной газеты». Обладатель нескольких журналистских премий.
В 1985 году впервые написал сценарий, по которому был снят фильм «Тринадцатый», ставший лучшим документальным фильмом года. С тех пор как автор и режиссёр создал десятки документальных фильмов и телевизионных программ.
В 1991 году был принят обозревателем в журнал «Огонёк». В 2000 году на летних Олимпийских играх в Сиднее работал комментатором телетрансляций на каналах РТР и «Культура» (ВГТРК). В 2002 году перешёл на работу в Госкомспорт РФ советником председателя.
Создал национальную премию «СЛАВА».
В 1996 году стал лауреатом премии «ТЭФИ».
Помогал, как литзаписчик, в издании книг своим друзьям — Татьяне Тарасовой, Вячеславу Фетисову, Шамилю Тарпищеву, Николаю Караченцову, Наталье Бестемьяновой и Андрею Букину, Ольге Морозовой, Михаилу Гусману.
Режиссёр фильма памяти пианиста Владимира Крайнева «Концерт для фортепиано с оркестром».
Автор собственных книг: «Почему у собаки чау-чау синий язык» и «Неснятое кино».

## Награды и премии
- Заслуженный работник культуры Российской Федерации (16 декабря 1999 года) — за заслуги в области печати и в связи со 100-летием со дня выхода первого номера журнала[9]
- Лауреат премии ТЭФИ (1996 год)

## Документальные фильмы и телепрограммы
- «Тринадцать чемпионов» 1988 г. (сериал — 5 фильмов). Первый канал (ОРТ)
- «Тринадцатый» 1988 г. Первый канал (признан лучшим документальным фильмом года)
- «Наш человек в НХЛ» 1991 г.
- «Русские на американском льду» 1995 г. Первый канал (сериал — 5 фильмов). Премия ТЭФИ 1996 г.
- «Шахматный детектив» 1995 г.
- «Дорога в ад» 1996 г.
- «Татьяна и Ольга» и «Ольга и Татьяна» 1996 г. (две серии)
- «Человек против машины» 1996 г. ОРТ
- «Красный остров» 1997 г. ОРТ
- «Русская пятёрка» 1997 г. ОРТ
- «Егор Гайдар: исторический счёт» 1997 г. Канал «Ностальгия»
- «Овертайм» 1998 г. Первый канал
- «Секрет долголетия» 1998 г. ТВЦ
- «Ночь перед Рождеством» 1998 г. ТВЦ
- «Княгиня» 1998 г. ТВЦ
- «Самый долгий матч» 2000 г.
- «Два капитана» 2000 г.
- «Матч продолжается» 2007 г.
- «Владимир Крайнев — концерт Шопена № 2» 2016 г.
- «Три семьи Шамиля Тарпищева» 2017 г.
- «Ребенок и Теннис» 2018 г. канал «Матч»
- «Сбор в Южно-Сахалинске» 2021 г.
- «Очень большой теннис» 2021-22 гг. (четыре передачи на канале ТВЦ)
- «Подросток и Теннис» 2022 г.
- «Папа Тенниса» 2022 г. (три серии)

## Книги

### Автор
- «Почему у собаки чау-чау синий язык?» 2013 г. Издательство «Время»
- «Неснятое кино» 2017 г. Издательство «Время»
- «Лехаим» — 2021 г. Издательство «Время»

### Литературная запись
- «Четыре времени года» 1985 г. Издательство «Советская Россия» (Т. Тарасова)
- «Самый длинный матч» 1999 г. Издательство «Вагриус» (Ш. Тарпищев)
- «Только теннис» 2000 г. Издательство «Вагриус» (О. Морозова)
- «Овертайм» 2000 г. Издательство «Вагриус» (В. Фетисов)
- «Красавица и чудовище» 2001 г. Издательство «Вагриус» (Т. Тарасова)
- «Пара, в которой трое» 2001 г. Издательство «Вагриус» (Н. Бестемьянова, И. Бобрин, А. Букин)
- «Матч продолжается» 2006 г. Издательство «Вагриус» (Ш. Тарпищев)
- «Авось» 2006 г. Издательство «Вагриус» (Н. Караченцев)
- «Первый сет» 2007 г. Издательство «Время» (Ш. Тарпищев)
- «Слеза чемпионки» 2013 г. Издательство «Время» (И. Роднина)
- «Не бойся, я с тобой» 2015 г. (Ю. Гусман)
- «Формула жизни» 2017 г. Издательство «Терра» (М. Гусман)
- «Танго нашей жизни» 2017 г. Издательство «Время» (Н. Бестемьянова, И. Бобрин, А. Букин)
- «Стресс рождает чемпионов» 2022 г. Издательство «Квант» (Ш. Тарпищев)